# Verthemex
Verthemex [vɛʁtəmɛks] est une commune française située dans le département de la Savoie, en région Auvergne-Rhône-Alpes.

## Géographie
La commune de Verthemex, située dans le département de la Savoie, occupe le versant nord de la partie occidentale du mont du Chat.

## Urbanisme

### Typologie
Au 1er janvier 2024, Verthemex est catégorisée commune rurale à habitat dispersé, selon la nouvelle grille communale de densité à sept niveaux définie par l'Insee en 2022.
Elle est située hors unité urbaine. Par ailleurs la commune fait partie de l'aire d'attraction de Chambéry, dont elle est une commune de la couronne,. Cette aire, qui regroupe 115 communes, est catégorisée dans les aires de 200 000 à moins de 700 000 habitants,.

### Occupation des sols
L'occupation des sols de la commune, telle qu'elle ressort de la base de données européenne d’occupation biophysique des sols Corine Land Cover (CLC), est marquée par l'importance des forêts et milieux semi-naturels (68 % en 2018), une proportion sensiblement équivalente à celle de 1990 (67,8 %). La répartition détaillée en 2018 est la suivante : forêts (68 %), prairies (26,2 %), zones agricoles hétérogènes (5,8 %).
L'IGN met par ailleurs à disposition un outil en ligne permettant de comparer l'évolution dans le temps de l'occupation des sols de la commune (ou de territoires à des échelles différentes). Plusieurs époques sont accessibles sous forme de cartes ou photos aériennes : la carte de Cassini (XVIIIe siècle), la carte d'état-major (1820-1866) et la période actuelle (1950 à aujourd'hui).

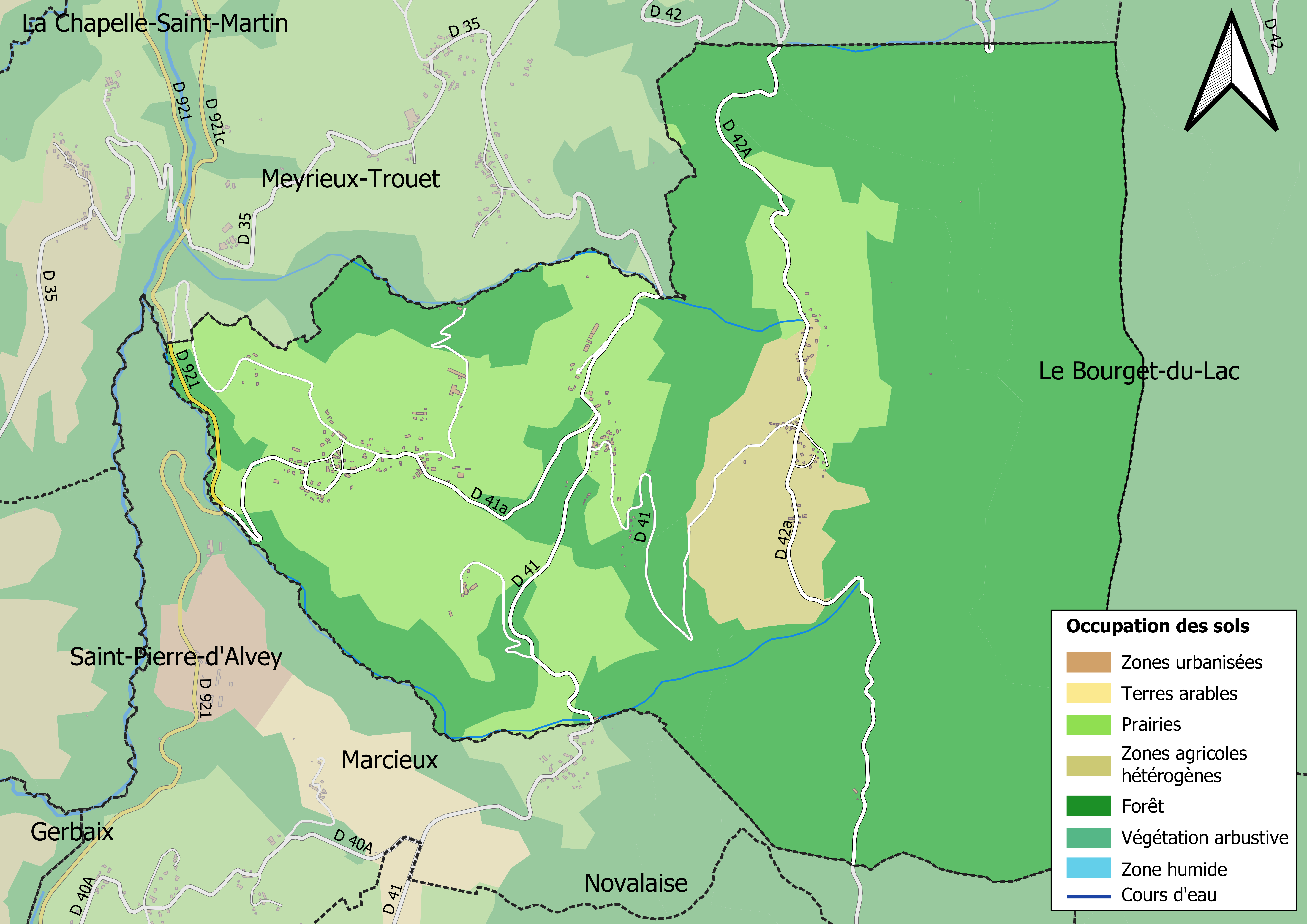
Carte des infrastructures et de l'occupation des sols en 2018 (CLC) de la commune.
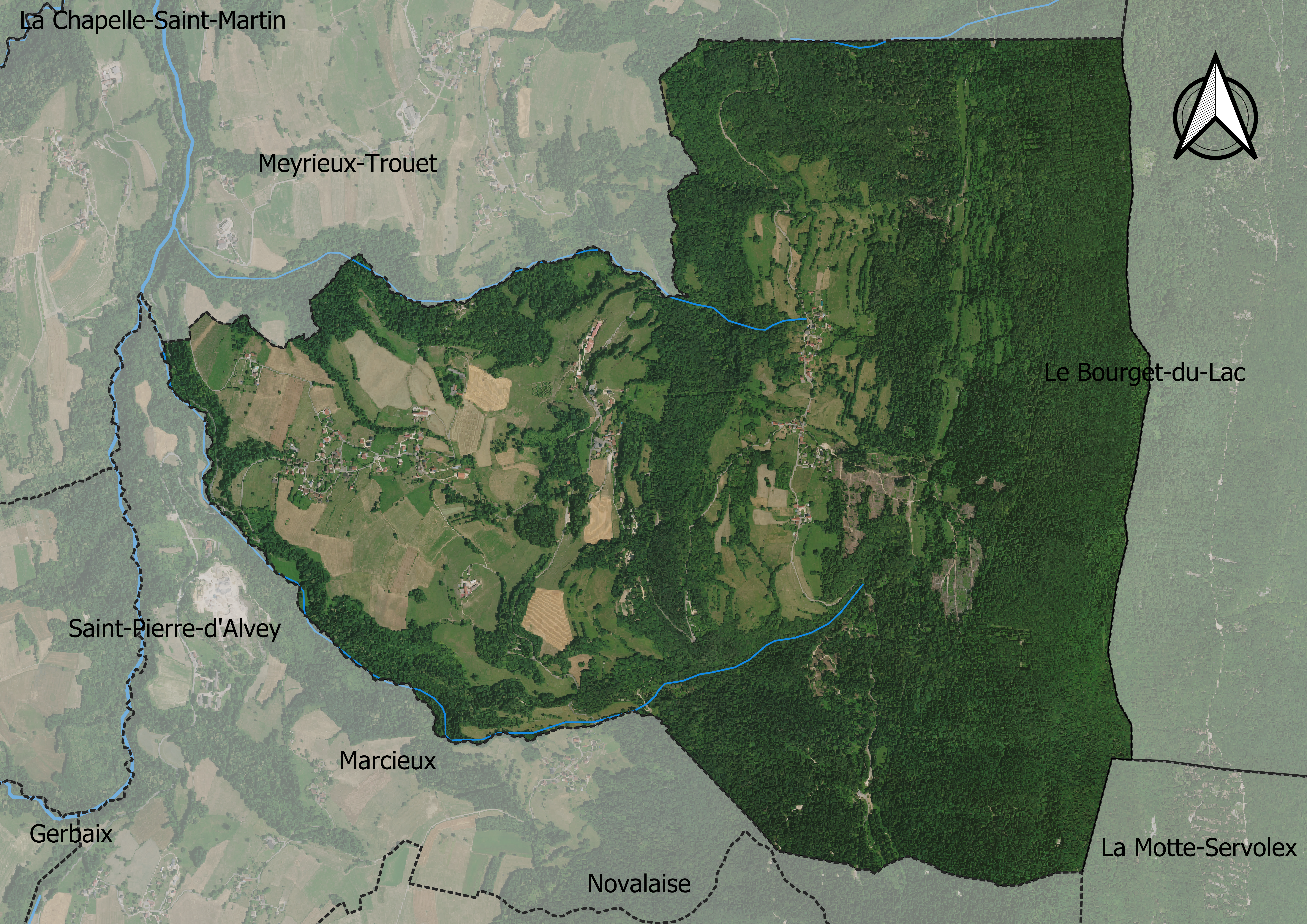
Carte orthophotogrammétrique de la commune.

## Toponymie
Quelques noms attribués à la localité au fil du temps : Parrochia de Vertemex (XVIVe siècle), Vertemezium (1558), Vertesme (1691), Vertemez (1738) et Verthmex (XVIIIe siècle).
En francoprovençal, le nom de la commune s'écrit Vartèmé, selon la graphie de Conflans.

## Histoire
Le 16 germinal an II (5 avril 1794), Maxime Sevez (° 1761 - † 1802), commissaire de la Révolution, est à Verthemex ; il apprend que le clocher est démoli et qu'il n'existe aucun château dans la commune.

## Politique et administration

### Liste des maires
| Période                                  | Période   | Identité         | Étiquette | Qualité |
| ---------------------------------------- | --------- | ---------------- | --------- | ------- |
| avant 1981                               | ?         | Alain Buisson    | DVG       |         |
| mars 2001                                | mars 2008 | Alain Buisson    | …         | …       |
| mars 2008                                | En cours  | Gérard Kasperski | …         | …       |
| Les données manquantes sont à compléter. |           |                  |           |         |

## Démographie
Les habitants de la commune sont appelés les Verthemelans.

L'évolution du nombre d'habitants est connue à travers les recensements de la population effectués dans la commune depuis 1793. Pour les communes de moins de 10 000 habitants, une enquête de recensement portant sur toute la population est réalisée tous les cinq ans, les populations de référence des années intermédiaires étant quant à elles estimées par interpolation ou extrapolation. Pour la commune, le premier recensement exhaustif entrant dans le cadre du nouveau dispositif a été réalisé en 2007.

En 2022, la commune comptait 240 habitants, en évolution de +11,63 % par rapport à 2016 (Savoie : +3,63 %, France hors Mayotte : +2,11 %).
| 1793 | 1800 | 1806 | 1822 | 1838 | 1848 | 1858 | 1861 | 1866 |
| ---- | ---- | ---- | ---- | ---- | ---- | ---- | ---- | ---- |
| 425  | 359  | 513  | 518  | 481  | 555  | 361  | 363  | 358  |

| 1872 | 1876 | 1881 | 1886 | 1891 | 1896 | 1901 | 1906 | 1911 |
| ---- | ---- | ---- | ---- | ---- | ---- | ---- | ---- | ---- |
| 345  | 382  | 333  | 350  | 310  | 336  | 291  | 268  | 261  |

| 1921 | 1926 | 1931 | 1936 | 1946 | 1954 | 1962 | 1968 | 1975 |
| ---- | ---- | ---- | ---- | ---- | ---- | ---- | ---- | ---- |
| 239  | 250  | 236  | 193  | 178  | 152  | 143  | 124  | 113  |

| 1982 | 1990 | 1999 | 2006 | 2007 | 2012 | 2017 | 2022 | - |
| ---- | ---- | ---- | ---- | ---- | ---- | ---- | ---- | - |
| 117  | 127  | 141  | 164  | 167  | 175  | 229  | 240  | - |

## Culture locale et patrimoine

### Lieux et monuments
La Vierge de Vacheresse située à 900 m d’altitude : ce site comprend une statue de la Vierge située sur un monticule, ainsi qu’une table d’orientation permettant d’apprécier la vue à 180° sur 100 km. Un sentier de randonnée inauguré en 2006 permet de partir du chef-lieu et de faire une boucle passant par le site de la Vierge de Vacheresse.

### Associations de la commune
- Association Avenir Avant Pays[13].
- Comité d'animation de Verthemex.
- Beycamveva.
- Association de chasse communale agréée.